# Session Announcement Protocol
Ne doit pas être confondu avec SAP.
Session Announcement Protocol (SAP) est un protocole pour diffuser des informations de session multicast. 
Une application SAP peut écouter l'adresse multicast SAP et établir un guide de toutes les sessions multicast publiées. SAP a été spécifié par IETF dans RFC 2974.
Typiquement, SAP utilise le protocole SDP (Session Description Protocol) comme format des descriptions des sessions, et les sessions multicast utilisent généralement RTP (Real-time Transport Protocol).